# Pjotr Sjelochonov
Pjotr Illarionovitj Sjelochonov (ryska: Пётр Илларионович Шелохонов), född 1929 i Polen, död 1999 i Sankt Petersburg, var en rysk film- och teaterskådespelare.

## Priser och utmärkelser

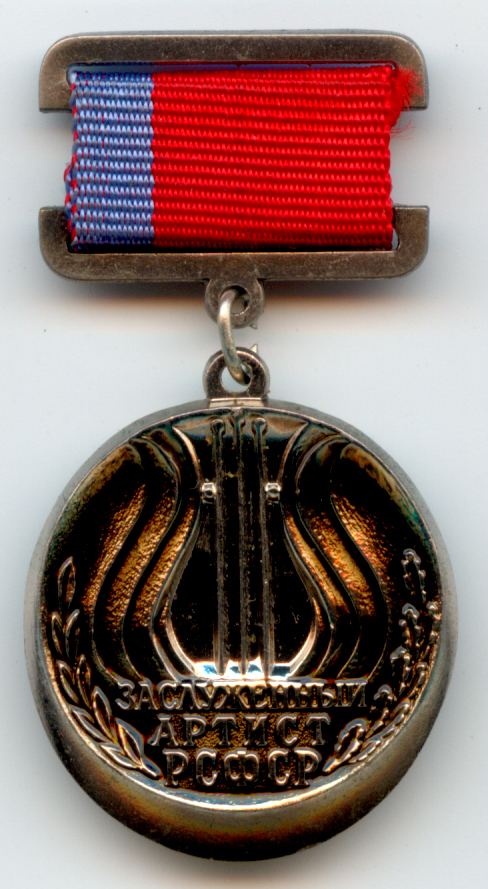
Petr Sjelochonov - Honorable Actor of Russia SFSR

- 1952: Hedersdiplom av Lettiska socialistiska sovjetrepubliken för prestationer i teaterarbete
- 1979: Honorable Actor of Russia SFSR (Заслуженный артист РСФСР)
- 2009: Till minne av skådespelaren på 80-årsdagen publicerades memoarboken "Min bästa vän Petr Shelokhonov" medförfattad av skådespelaren Ivan I. Kasko, SOLO Publishing, St. Petersburg, Russia

## Filmografi

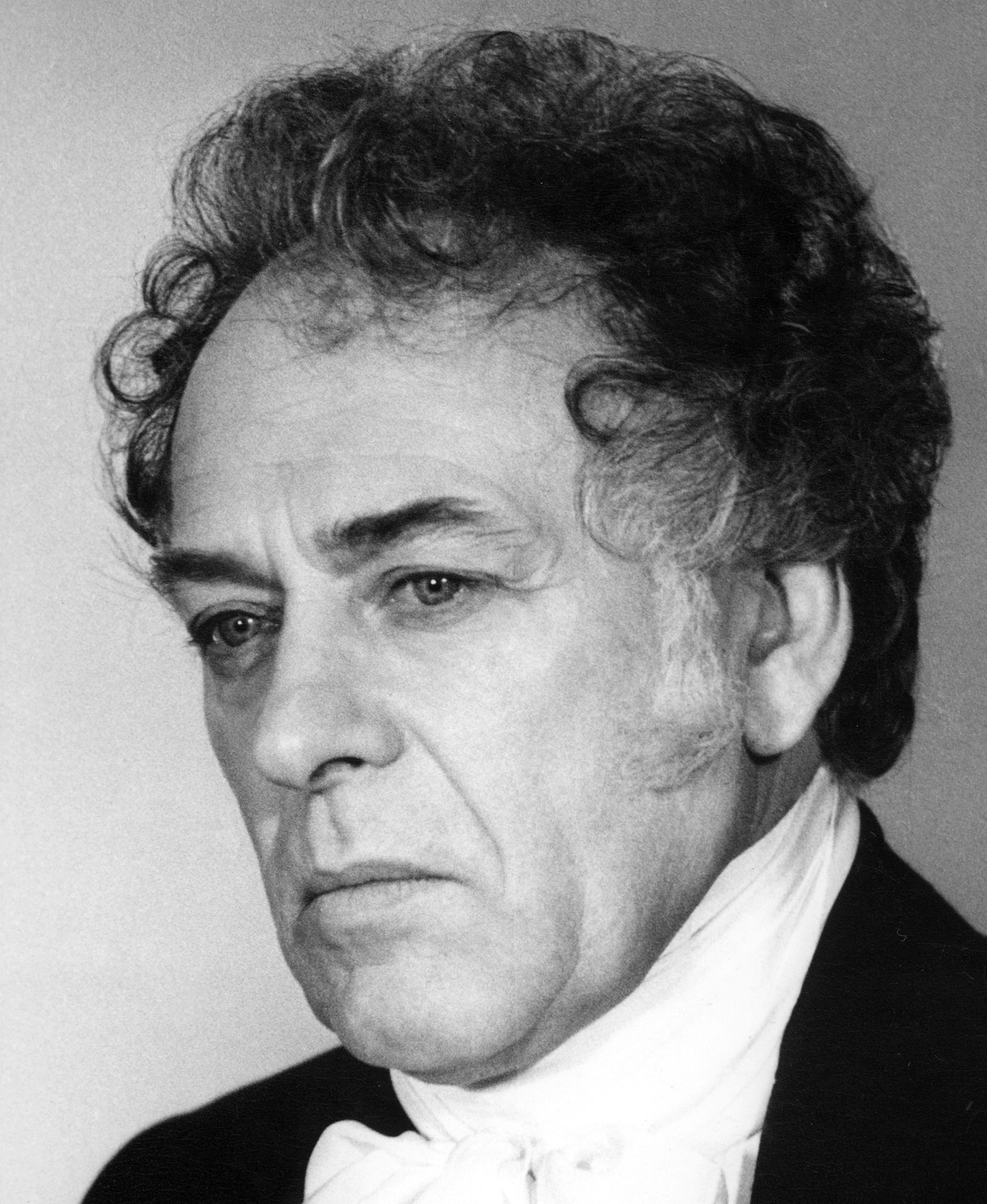
Sjelochonov som greve Michał Wielhorski i "Liszt Ferenc" (för ungersk TV, 1982)

### Skådespelare
- 1967: Sjagi v Solntse (Шаги в солнце) - som okänd soldat
- 1968: Tri goda (Три года) - som Laptev
- 1968: Skrytyj vrag (Скрытый враг ) - som spion Vladimir
- 1969: Razvjazka (Развязка) - som spion Sotnikov
- 1969: Rokirovka v dlinnuju storonu (Рокировка в длинную сторону) - som vetenskapsman
- 1970: Szerelmi álmok - Liszt (Szerelmi álmok – Liszt) (Ференц Лист) - som Michail Glinka, rysk kompositör
- 1970: Ljubov Jarovaja (Любовь Яровая) - som kommissarie Mazuchin
- 1970 – Här är gryningarna stilla (А зори здесь тихие) - som sergeant Vaskov
- 1970: Daleko ot Moskvy (Далеко от Москвы) – som Manager Batmanov
- 1971: Notj na 14-j paraleli (Ночь на 14-й паралели) – som Editor
- 1971: Daurija (Даурия) – som Kosack Severian Ulybin
- 1971: Sjutite? (Шутите?) – som Chairman
- 1971: Cholodno - gorjatjo (Холодно - горячо) – som författaren Podorozjny
- 1972: Ukrosjtjenije ognja (Укрощение огня) - som Michael Karelin, raketforskare
- 1972: Grossmejster (Гроссмейстер) – som styvfar
- 1972: Takaja dlinnaja, dlinnaja doroga (Такая длинная, длинная дорога) - som kommissarie
- 1973: Opoznanije (Опознание) – som överste
- 1975: Otvetnaja Mera (Ответная мера) – som manager Sergej Peresada
- 1975: Obretesj v boju (Обретешь в бою) – som borgmästare Nikolaj Sergejev
- 1975: "Troil i Kressida" - som Agamemnon
- 1976: Menja eto ne kasajetsja (Меня это не касается) – som detektiv Pankatov
- 1976: Doverije (Доверие) – som Georgij Pokrovskij, Socialistrevolutionära partiet
- 1976: Vitalij Bianki (Виталий Бианки) – som Presenter-Narrator
- 1977: Pervyje padosti (Первые радости) – som Dorogomilov
- 1978: Tri nenastnych dnja (Три ненастных дня) - som Detektiv
- 1978: Vsjo resjajet mgnovenije (Все решает мгновение) – som Director of Sport
- 1978: Vozvrasjtjenije na krugi svoja (Возвращение на круги своя) – as Professor-Psychiatrist from St. Petersburg
- 1979: Neobyknovennoje leto (Необыкновенное лето) – som Dorogomilov
- 1979: Putesjestvije v drugoj gorod (Путешествие в другой город) – som Fjodor Ignatevitj
- 1980: Zjizn i prikljutjenija tjetyrech druzej 1/2 (Жизнь и приключения четырех друзей 1/2) – som jägmästare
- 1981: Pozdnije svidanija (Поздние свидания) - som Lena's father
- 1981: Zjizn i prikljutjenija tjetyrech druzej 3/4 (Жизнь и приключения четырех друзей 3/4) – som jägmästare
- 1981: "Pravda lejtenanta Klimova" (Правда лейтенанта Климова) – som Båtsman Nikolaj Tjervonenko
- 1981: Dvadtsatoje dekabrja (Двадцатое декабря (фильм)) – som advokat Zarudny
- 1981: Devusjka i Grand (Девушка и Гранд) – som Director of Sport
- 1981: Sindikat 2 (Синдикат 2)– som advokat Fomichev
- 1982: Tamozjnja (Таможня) – som tulltjänsteman
- 1982: God aktivnogo solntsa (Год активного солнца ) – som rektor
- 1982: Ferents List (Ференц Лист ТВ) – som greve Michał Wielhorski
- 1982 – Rösten (Голос) – som produktionsledaren Leonid
- 1983: Magistral (Магистраль (фильм)) – som manager Gadalov
- 1983: Mesto dejstvija (Место действия) - som borgmästare Rjabov
- 1984: Zavesjtjanije professora Douelja (Завещание профессора Доуэля)
- 1984: Dve versii odnogo stolknovenija (Две версии одного столкновения) - som ambassadör Gordin
- 1985: Sofia Kovalevskaja (Софья Ковалевская) – som akademiker Ivan Setjenov
- 1985: Sopernitsy (Соперницы) – som tränare Semenitj
- 1985: Kontrakt veka (Контракт века) - som regeringsminister
- 1986: Poslednjaja doroga (Последняя дорога) - som läkaren Stefanovitj
- 1986: Krasnaja strela (Красная стрела) – som manager Jusov
- 1987: Sreda obitanija (Среда обитания) – som Director
- 1987: Vezutjij tjelovek (Везучий человек) - som manager
- 1987: Moonzund (Моонзунд) – som kapten Andrejev
- 1988: Chleb - imja susjtjestvitelnoje (Хлеб - имя существительное) – som smeden Akimytj
- 1991: Moj ljutjsjij drug, general Vasilij, syn Iosifa (Мой лучший друг, генерал Василий, сын Иосифа) – som överste Savinych
- 1992: Richard II (Ричард II) – som Earl Marshal
- 1997: Passazjirka (Пассажирка) – som en passagerare
- 1997 – Anna Karenina (Анна Каренина) – som Kapitonitj, Karenins butler

## Teater

### Skådespelare
- 1997: Passazjirka (Пассажирка) – som Passagerare
- 1994: Barfota i parken av Neil Simon (Босиком по парку) – som Victor Velasco
- 1993: Antiquariat av Annie Puhkem – som Johansson
- 1992: Murder of Gonzago (Убииство Гонзаго)
- 1989: Photo Finish av Peter Ustinov (Фотофиниш) – som Sam
- 1987: The Land of Promise av W. Somerset Maugham – som Mr. Wikham
- 1986: Round table under lamp (Круглый стол под абажуром) - som Petr Schlepachin
- 1985: A Grand Piano in the Sea (Рояль в открытом море)
- 1983: Last Summer in Chulimsk (Прошлым летом в Чулимске) - som Pomigalov
- 1982: Fifth decade (Пятый десяток) - som Vassili Nikitich
- 1980: Theme and Variations (Тема с вариациями) – som Dmitri Nikolaevich
- 1978: Gnezdo glukharia av Viktor Rosov (Гнездо глухаря) – som Minister Sudakov
- 1977: Tsar Boris av Aleksej Tolstoj (Царь Борис) – som Mitropolite Job
- 1976: Tsar Fédor Ivanovitch av Aleksej Tolstoj (Царь Фёдор Иоаннович) - som Prince Golitsyn
- 1974: Death of Ivan the Terrible av Aleksej Tolstoj (Смерть Иоанна Грозного) – som Prince Nikita Romanovich Zakharin Yuriev
- 1970: Far from Moscow (aka.. Daleko ot Moskvy) (Далеко от Москвы) – som Manager Batmanov
- 1970: Dawns are quiet here av Boris Vasiljev (А зори здесь тихие) – som Sergeant Vaskov
- 1969: Cyrano de Bergerac (Сирано де Бержерак) - som Montfleury, Jodelet
- 1969: Lubov Jarowaja  (Любовь Яровая) - som Roman Koshkin
- 1968: Platonov av Anton Tjechov (Платонов) – som Platonov
- 1967: In the name of Revolution (Именем революции) – som Lenin
- 1967: Lecture by Lenin (Ленинские чтения) – som Lenin
- 1967: The Cherry Orchard av Anton Tjechov (Вишнёвый сад) - som Gayev, som Lopakhin
- 1967: Three Sisters (Три сестры) – som Tuzenbach
- 1966: The night of Moon eclipse - som Dervish Divana
- 1966: The Seagull av Anton Tjechov (Чайка)" – som Treplev
- 1965: Ivanov av Anton Tjechov (Иванов) – som Ivanov
- 1964: Uncle Vania av Anton Tjechov (Дядя Ваня) – som Uncle Vanya
- 1964: “104 pages about love” (104 страницы про любовь)
- 1964: Grave accusation (Тяжкое обвинение - Male lead
- 1963: The Lower Depths av Maksim Gorkij (На дне) – som Satin
- 1963: Armoured train 14-69 (Бронепоезд 14—69) – som Commander Vaska Pepel
- 1963: Friends and Years (Друзья и годы) – som Derzhavin
- 1963: Ocean (Океан)" – som Captain Sotnikov
- 1962: Ocean (Океан)" – som Captain Chasovnikov
- 1961: Golden Boy av Clifford Odets (Золотой мальчик) - som Joe Bonaparte, the Golden Boy
- 1961: Credit with Nibelungen (Кредит у Нибелунгов)
- 1960: An Irkutsk story (Иркутская история) – som Victor
- 1960: A little student (Маленькая Студентка) - som Larisov
- 1960: Dubrovsky av Aleksandr Pusjkin (Дубровский) - som Dubrovsky
- 1959: Hamlet av William Shakespeare (Гамлет) – som Prince Hamlet
- 1957: Poem of bread (Поэма o Хлебе) - som Senya

### Regissör
- 1993 – Isabella (Изабелла) (teaterpjäs av Irving A. Leitner)
- 1968 – Platonov (Платонов) (teaterpjäs av Anton Tjechov)
- 1967 – Lecture by Lenin (teaterpjäs av M. Shatrov)
- 1967 – Girls from the street of hope (teaterpjäs av A. Mamlin)
- 1966 – Obelisque (teaterpjäs av A. Mamlin)
- 1965 – Ivanov (Иванов) (teaterpjäs av Anton Tjechov)
- 1965 – Shadowboxing (teaterpjäs av B. Tour)
- 1964 – 104 Pages about love (104 страницы про любовь) (teaterpjäs av Eduard Radzinsky)
- 1964 – Sacred night (teaterpjäs av A. Chavrin)
- 1963 – Friends and years (teaterpjäs av L. Zorin)